# Abe Norifumi
Abe „Norick” Norifumi (阿部典史; Hepburn: Norifumi Abe; Tokió, 1975. szeptember 7. – Kavaszaki, 2007. október 7.) vagy becenevén Norick Abe (ノリック・アベ) japán motorversenyző, aki a MotoGP királykategóriában (2001-ig 500 cm³, 2002-től MotoGP) szerepelt.

## Pályafutása
Abe Abe Micuo (阿部光雄; Hepburn: Mitsuo Abe) Auto Race versenyző fiaként született 1975. szeptember 7-én Tokióban. Tizenegy éves korában kezdett minimotorokon versenyezni, pályafutásának első éveit motokrossz versenyzőként töltötte. Tizenöt évesen vett részt először aszfaltozott versenyen, az Amerikai Egyesült Államokban is versenyzett. 1992-ben Abe a második lett a japán gyorsaságimotoros-bajnokság 250 cm³-es géposztályában, majd a következő évben elhódította az All Japan Road Race Championship széria 500 cm³-es osztályának címét, ezzel annak a valaha volt legfiatalabb bajnoka lett.
1994-ben miközben hazája bajnokságában szerepelt lehetőséget kapott arra, hogy rajthoz álljon az 1994-es MotoGP japán nagydíjon. A közönséget meglepve az utolsó körökig harcban állt a győzelemért, azonban három körrel a verseny vége előtt felbukott a motorjával. Abe teljesítménye lenyűgözte a Kenny Roberts által vezényelt Yamaha csapatot, ahol két újabb indulást biztosítottak a számára. Mindkettőn a hatodik helyezést érte el, az 1995-ös szezonra már teljes évadra szóló szerződést is kapott a csapattól. Abe teljesítménye annyira lenyűgözte az akkor tizennégy éves Valentino Rossit, hogy felvette a „Rossifumi” becenevet.
Abe első dobogós helyezését az 1995-ös brazil nagydíjon érte el, míg első győzelmét egy évvel később, a hazai futamán szerezte meg. Az 1997-es évadban a csapatának vezetését a korábbi világbajnok Wayne Rainey vette át, Abe a következő két szezonban rendszeresen pontszerző helyen ért célba, köztük négy dobogóra is állhatott. Az 1999-es évadban csatlakozott d’Antin Antena 3 csapatához, amelynek színeiben megnyerte a brazil és a japán nagydíjat. A következő két évben kevésbé versenyképes gépekkel állt rajthoz, ám az év végi összesítésben még így is a legjobb tízben szerepelt.
2002-es évadban bevezették az új MotoGP szabályokat, és Abe nem jött ki valami jól az új négyütemű géppel. Amikot d’Antin csapata átváltott a Yamaha YZR-M1-re a 2003-as szezonban Abe otthagyta a csapatot, a Yamaha gyári tesztpilótája lett, illetve néhány versenyen is indult a japán gyár színeiben. A 2004-es szezonban újabb esélyt kapott a Tech 3 Yamaha csapatánál, de mivel nem tudta teljesíteni a kívánt eredményeket, ezért átigazolt a Yamaha visszatérő csapatába a 2005-ös Superbike-világbajnokságban. Annak ellenére, hogy kevesebb gyári támogatást kapott, mint Haga Norijuki vagy Andrew Pitt, Abe mégis a tizenharmadik helyen zárta az évadot. 2006-ban kevésbé volt sikeres, dobogóra sem állhatott.
2007-ben Abe az Összjapán superbike bajnokságban szerepelt, ez alkalommal is a Yamaha színeiben.

### Halála
2007. október 7-én az 500 cm³-es Yamaha T-Max robogójával közúti balesetet szenvedett Kavaszakiban, amikor az előtte haladó teherautó szabálytalanul próbált megfordulni. Két és fél órával később a kórházban halottnak nyilvánították.

## Teljes MotoGP-eredménylistája
(Táblázat értelmezése)

(Félkövér: pole-pozícióból indult; dőlt: leggyorsabb kört futott) 

| Év   | Géposztály | Csapat                          | Motor  | 1.      | 2.      | 3.     | 4.      | 5.      | 6.      | 7.      | 8.      | 9.      | 10.     | 11.     | 12.    | 13.     | 14.     | 15.     | 16.     | Pont | Helyezés |
| ---- | ---------- | ------------------------------- | ------ | ------- | ------- | ------ | ------- | ------- | ------- | ------- | ------- | ------- | ------- | ------- | ------ | ------- | ------- | ------- | ------- | ---- | -------- |
| 1994 | 500 cm³    | Mister Yumcha Blue Fox-Honda    | NSR500 | AUS Ni  | MAL Ni  | JPN Ki | ESP Ni  | AUT Ni  | GER Ni  | NED Ni  | ITA Ni  | FRA Ni  | GBR Ni  |         |        |         |         |         |         | 20   | 17.      |
| 1994 | 500 cm³    | Roberts Marlboro-Yamaha         | YZR500 |         |         |        |         |         |         |         |         |         |         | CZE 6.  | USA 6. | ARG Ni  | EUR Ni  |         |         | 20   | 17.      |
| 1995 | 500 cm³    | Roberts Marlboro-Yamaha         | YZR500 | AUS 9.  | MAL Ki  | JPN 9. | ESP 4.  | GER 8.  | ITA 6.  | NED 6.  | FRA Ki  | GBR 18. | CZE Ki  | BRA 3.  | ARG 6. | EUR Ki  |         |         |         | 81   | 9.       |
| 1996 | 500 cm³    | Roberts Marlboro-Yamaha         | YZR500 | MAL 8.  | INA 9.  | JPN 1. | ESP Ki  | ITA 11. | FRA 4.  | NED 6.  | GER 6.  | GBR 3.  | AUT 3.  | CZE 11. | IMO 5. | CAT 10. | BRA 3.  | AUS Ki  |         | 148  | 5.       |
| 1997 | 500 cm³    | Rainey Marlboro-Yamaha          | YZR500 | MAL 8.  | JPN 7.  | ESP 7. | ITA 7.  | AUT 9.  | FRA 7.  | NED 10. | IMO 7.  | GER Ki  | BRA 5.  | GBR 9.  | CZE 5. | CAT 12. | INA 5.  | AUS 3.  |         | 126  | 7.       |
| 1998 | 500 cm³    | Rainey Marlboro-Yamaha          | YZR500 | JPN 14. | MAL Ki  | ESP 6. | ITA 6.  | FRA 7.  | MAD 2.  | NED Ki  | GBR 3.  | GER Ki  | CZE 5.  | IMO 6.  | CAT 3. | AUS 5.  | ARG 4.  |         |         | 128  | 6.       |
| 1999 | 500 cm³    | d’Antin Antena 3-Yamaha         | YZR500 | MAL Ki  | JPN 3.  | ESP 5. | FRA 6.  | ITA Ki  | CAT Ki  | NED 6.  | GBR 6.  | GER 3.  | CZE Ki  | IMO 11. | VAL 6. | AUS 16. | RSA 9.  | BRA 1.  | ARG 3.  | 136  | 6.       |
| 2000 | 500 cm³    | d’Antin Antena 3-Yamaha         | YZR500 | RSA 7.  | MAL 17. | JPN 1. | ESP Ki  | FRA 2.  | ITA 5.  | CAT 2.  | NED 10. | GBR 6.  | GER 11. | CZE Ki  | POR 9. | VAL Ki  | BRA 4.  | PAC 5.  | AUS 6.  | 147  | 8.       |
| 2001 | 500 cm³    | d’Antin Antena 3-Yamaha         | YZR500 | JPN 4.  | RSA 5.  | ESP 2. | FRA 4.  | ITA 9.  | CAT 6.  | NED Ki  | GBR Ki  | GER 4.  | CZE 4.  | POR Ki  | VAL 8. | PAC 4.  | AUS 13. | MAL 13. | BRA 6.  | 137  | 7.       |
| 2002 | MotoGP     | d’Antin Antena 3-Yamaha         | YZR500 | JPN 5.  | RSA 7.  | ESP 6. | FRA 4.  | ITA 7.  | CAT 16. | NED 9.  | GBR 4.  | GER 6.  | CZE 8.  | POR 7.  | BRA 6. | PAC 8.  | MAL 10. |         |         | 129  | 6.       |
| 2002 | MotoGP     | d’Antin Antena 3-Yamaha         | YZR-M1 |         |         |        |         |         |         |         |         |         |         |         |        |         |         | AUS Sér | VAL 10. | 129  | 6.       |
| 2003 | MotoGP     | Fortuna-Yamaha                  | YZR-M1 | JPN 11. | RSA 8.  | ESP Ni |         |         |         |         |         |         |         |         |        |         |         |         | VAL 9.  | 31   | 16.      |
| 2003 | MotoGP     | Yamaha                          | YZR-M1 |         |         |        | FRA 11. | ITA Ni  | CAT Ni  | NED Ni  | GBR Ni  | GER 10. | CZE Ni  | POR Ni  | BRA Ni | PAC Ni  | MAL Ni  | AUS Ni  |         | 31   | 16.      |
| 2004 | MotoGP     | Gauloises Fortuna -YamahaTech 3 | YZR-M1 | RSA 9.  | ESP 11. | FRA Ki | ITA 7.  | CAT 9.  | NED 11. | BRA 8.  | GER Ki  | GBR Ki  | CZE 8.  | POR 10. | JPN Ki | QAT 7.  | MAL 12. | AUS 17. | VAL 10. | 74   | 13.      |